# Ledbury
Ledbury är en stad och en civil parish i Herefordshire i England. Orten har 9 297 invånare (2011).